# Eryx whitakeri
Eryx whitakeri är en ormart som beskrevs av Das 1991. Eryx whitakeri ingår i släktet Eryx och familjen Boidae. Inga underarter finns listade i Catalogue of Life.
Arten förekommer i sydvästra Indien. Honor lägger inga ägg utan föder levande ungar.